# Darwinella intermedia
Darwinella intermedia är en svampdjursart som beskrevs av Topsent 1893. Darwinella intermedia ingår i släktet Darwinella och familjen Darwinellidae. Inga underarter finns listade i Catalogue of Life.